# Anisocnemus
Anisocnemus is een geslacht van kevers uit de familie van de loopkevers (Carabidae). De wetenschappelijke naam van het geslacht is voor het eerst geldig gepubliceerd in 1843 door Chaudoir.

## Soorten
Het geslacht Anisocnemus omvat de volgende soorten:
- Anisocnemus amblygonus Shpeley & Ball, 1978
- Anisocnemus validu Chaudoir, 1843